# Distribución Box-Cox
En la estadística, la distribución Box-Cox (también conocida como la distribución de energía de lo normal) es la distribución de una variable aleatoria X para la que la transformación Box-Cox en X sigue una distribución normal truncada. Se trata de una distribución de probabilidad continua que tiene la función de densidad de probabilidad dada por:
{\displaystyle f(y)={\frac {1}{\left(1-I(f<0)-\operatorname {sgn}(f)\Phi (0,m,{\sqrt {s}})\right){\sqrt {2\pi s^{2}}}}}\exp \left\{-{\frac {1}{2s^{2}}}\left({\frac {y^{f}}{f}}-m\right)^{2}\right\}}
para y> 0, donde m es el parámetro de localización de la distribución, s es la dispersión, f es el parámetro de la familia, I es la función indicadora , Φ es la Función de distribución de la distribución normal estándar, y sgn es la función signo.
Fue propuesta por George E. P. Box y David Cox.

## Caso especial
- ƒ = 1 da una distribución normal truncada.